# Tears 〜涙は見せたくない〜
「Tears 〜涙は見せたくない〜」（ティアーズ なみだはみせたくない）は、日本の女性歌手、宇浦冴香のメジャーデビューシングル。

## 内容
- 2006年12月27日に発売。アニメ『結界師』のオープニングテーマとして起用されている「Sha la la -アヤカシNIGHT-」（2006年10月〜放送、2007年3月14日発売）に先駆けてリリースされた。
- プロモーションビデオは2種類存在し、それぞれ内容も違う。フルサイズで発表されたバージョンはテレビ放送などで使用されていたが、ショートサイズのバージョンはスペースクラフトによる宇浦冴香オフィシャルサイトでの配信他、店頭PRによるビデオ映像のみでしか発表されていない。

## 収録曲
全作詞：宇浦冴香、作曲：川本宗孝、編曲：葉山たけし
1. Tears 〜涙は見せたくない〜
2. Stand by you
3. Tears 〜涙は見せたくない〜 (Instrumental)

## タイアップ
- テレビ東京系『JAPAN COUNTDOWN』2006年12月度オープニングテーマ